# Тарасівка (Дніпровський район)
Тара́сівка — село в Україні, в Царичанській селищній громаді Дніпровського району Дніпропетровської області. Населення за переписом 2001 року складало 58 осіб.

## Географія
Село Тарасівка знаходиться на відстані 0,5 км від сіл Дубове та Селянівка. Поруч проходить автомобільна дорога Т 0441.

## Історія
Станом на 1885 рік на колишньому державному хуторі Царичанської волості Кобеляцького повіту Полтавської губернії, мешкало 730 осіб, налічувалось 92 дворових господарства, існували 10 вітряних млинів.
За переписом 1897 року кількість мешканців зросла до 826 осіб (432 чоловічої статі та 394 — жіночої), з яких всі — православної віри.

## Пам'ятки
У села споруди Української укріпленої лінії — земляний вал укріплення.

## Населення

### Мова
Розподіл населення за рідною мовою за даними перепису 2001 року:
| Мова       | Відсоток |
| ---------- | -------- |
| українська | 100 %    |

## Інтернет-посилання
- Погода в селі Тарасівка